# (33020) 1997 MG9
1997 MG9 (asteroide 33020) é um asteroide da cintura principal. Possui uma excentricidade de 0.21183960 e uma inclinação de 1.53513º.
Este asteroide foi descoberto no dia 30 de junho de 1997 por Spacewatch em Kitt Peak.